# Roeslerstammia hemiadelpha
Roeslerstammia hemiadelpha är en fjärilsart som beskrevs av Treitschke 1922. Roeslerstammia hemiadelpha ingår i släktet Roeslerstammia och familjen bronsmalar. Inga underarter finns listade.